# Buh-bye/PARTY&PARTY
「buh-bye / PARTY&PARTY」は日本のダンスボーカルグループ・ROZEの2ndシングル。
2017年6月14日にarck productionから発売。

## 概要
- 「buh-bye」は“大人なサヨナラ”を表したもの。「buh-bye」には“未熟な大人= Middle Twenty(20代中盤)”が感じる恋愛像が表現されていて“子供でないが、大人一歩手前な女性”をタイトルで表現。[1][2][3]
- 「PARTY&PARTY」は明るくポップなパーティチューンとなっている。

## 収録曲
1. buh-bye
  - 作詞：S-KEY-A、作曲・編曲：Kim Tae Hoon / Hyun Jae Wook / Jung Jae Yeop
  - テレビ東京系『勇者ああああ〜ゲーム知識ゼロでもなんとなく見られるゲーム番組〜』6月度エンディングテーマ[4]
  - 振り付けはメンバーのMAKAHAが担当している。[3]
  - ミュージックビデオがGYAO!にて2017年4月27日より2週間先行独占配信された。
2. buh-bye -instrumental-
3. PARTY&PARTY
  - 作詞：美音子、作曲・編曲：服部正太郎
4. PARTY&PARTY -instrumental-